# Serguei Baltatxa
Serguei Pàvlovitx Baltatxa (ucraïnès Сергій Павлович Балтача) (Mariúpol, 17 de febrer de 1958) és un futbolista retirat de la Unió Soviètica i posterior entrenador.
Fou 45 cops internacional amb la Unió Soviètica. Participà en el Mundial de 1982, fou finalista a l'Eurocopa de 1988 i guanyà la medalla de bronze a Moscou 1980.
El seu principal club fou el Dynamo Kiev on jugà prop de 300 partits. Guanyà la Recopa d'Europa de futbol el 1986, la lliga i copa soviètiques quatre copa i la supercopa tres cops més. A la part final de la seva carrera jugà a Anglaterra a l'Ipswich Town i més tard a Escòcia a clubs com el St. Johnstone. També fou entrenador a Escòcia.